# Filemón Fierro y Terán
Filemón Fierro y Terán (* 22. November 1859 in Guichapa, Guanajuato, Mexiko; † 7. Juli 1905 in Tampico, Tamaulipas) war Bischof von Ciudad Victoria-Tamaulipas.

## Leben
Filemón Fierro y Terán empfing nach dem Studium der Katholischen Theologie und Philosophie am 23. Dezember 1882 durch den Bischof von Antequera, Vicente Fermín Márquez y Carrizosa, das Sakrament der Priesterweihe für das Bistum Antequera. Fierro y Terán war Alumne des Päpstlichen lateinamerikanischen Kollegs „Pius“ in Rom. Filemón Fierro y Terán wurde in Rom zum Doktor der Theologie promoviert.
Am 29. März 1897 ernannte ihn Papst Leo XIII. zum Bischof von Ciudad Victoria-Tamaulipas. Der Erzbischof von Antequera, Eulogio Gregorio Clemente Gillow y Zavalza, spendete ihm am 13. Juni desselben Jahres in der Catedral de la Inmaculada Concepción in Tampico, Tamaulipas die Bischofsweihe. Die Amtseinführung fand am 30. Juni 1897 statt.